# Oskar Werner
Pour les articles homonymes, voir Werner.
Oskar Josef Bschliessmayer, dit Oskar Werner, est un acteur autrichien, né le 13 novembre 1922 à Vienne et mort le 23 octobre 1984 à Marbourg (Allemagne). Il est également réalisateur et scénariste.
Il est notamment connu pour avoir interprété Jules dans le film Jules et Jim, de François Truffaut, aux côtés de Jeanne Moreau (Catherine) et Henri Serre (Jim).

## Biographie
Issu d'une famille modeste, Oskar Werner est né à Vienne, dans le quartier de Gumpendorf (une partie du 6e arrondissement de la ville), non loin de l'endroit où Johann Strauss est né, dans la Marchettigasse 1A. Dès l'âge de quinze ans, il fait de la figuration au cinéma pour payer ses cours d'art dramatique. Son oncle lui obtient quelques petits rôles dans des films, notamment Geld fällt von Himmel, Hotel Sacher (dans lequel il interprète le rôle d'un chasseur) et Leinen aus Irland. Il se produit au cabaret Der Beisskorb et au théâtre Die Komödie. En 1940, à 18 ans, il entre au Burgtheater de Vienne, accepté par Lothar Müthel. Il est alors le plus jeune acteur à avoir reçu cet honneur. Il fait ses débuts, sous le nom de scène « Oskar Werner », le 11 octobre 1941.
Le 3 décembre 1941, après son dix-neuvième anniversaire, il est enrôlé dans la Wehrmacht. Il est objecteur de conscience, blessé dans un bombardement et déserte.
Pacifiste et anti-nazi, il déteste son uniforme. Il montre à ses supérieurs qu'il n'a pas la capacité de devenir un soldat en tombant de cheval et commet des erreurs délibérées pour montrer qu'il ne sait pas se servir d’une arme à feu. Il n'est donc pas envoyé sur le front russe pour combattre, mais employé aux corvées de patates et au nettoyage des latrines. Il épouse l'actrice Elizabeth Kallina ; leur mariage est tenu secret parce qu'elle est d'origine juive. La Gestapo les surveille de près. En 1944 naît leur fille, Éléonore.
Au cours des bombardements alliés sur Vienne, Oskar Werner voit de nombreuses personnes mourir, parmi lesquelles des amis. Il ne l'oubliera jamais. Il dira ensuite qu'il savait le nombre exact de bombes larguées sur sa ville natale. Il a lui-même été enseveli pendant trois jours sous les décombres. Le 8 décembre 1944, il déserte la Wehrmacht et emmène sa femme et leur bébé. Ils se cachent dans une cabane dans les bois aux alentours de Vienne, comme il l'a toujours dit ensuite, « sans Johann Strauss », et survivent dans des conditions très difficiles jusqu'à la fin de la guerre.

### Cinéma
Il fait une carrière internationale dans le cinéma à la suite de sa participation à Lola Montès de Max Ophüls en 1955. Il joue notamment dans L'Espion qui venait du froid de Martin Ritt mais est surtout célèbre pour ses deux films avec François Truffaut : Jules et Jim (1962) et Fahrenheit 451 (1965), mais les deux hommes se disputent pendant ce dernier tournage. Dans les années 1970, sa carrière décline.

### Théâtre
Retour sur la scène du Burgtheater : il fait de nombreuses apparitions à la Burg-Akademietheaters et, dans le Ronacher, Redoutensaal de la Hofburg, et aux festivals de Salzbourg. Il apparaît aussi au Raimundtheater et au théâtre de Josefstadt. Au total, il est apparu dans 30 rôles. L'apprentissage de son art lui fait interpréter souvent des rôles de vieillards et d'autres personnages. Il expliquera plus tard : « C'est le moyen d'apprendre votre métier ».
Oskar Werner poursuit une très riche carrière théâtrale. Il interprète notamment Goethe, Schiller, Molière, Calderon ou Anouilh, avant de devenir producteur et metteur en scène.

### Fin de vie et mort

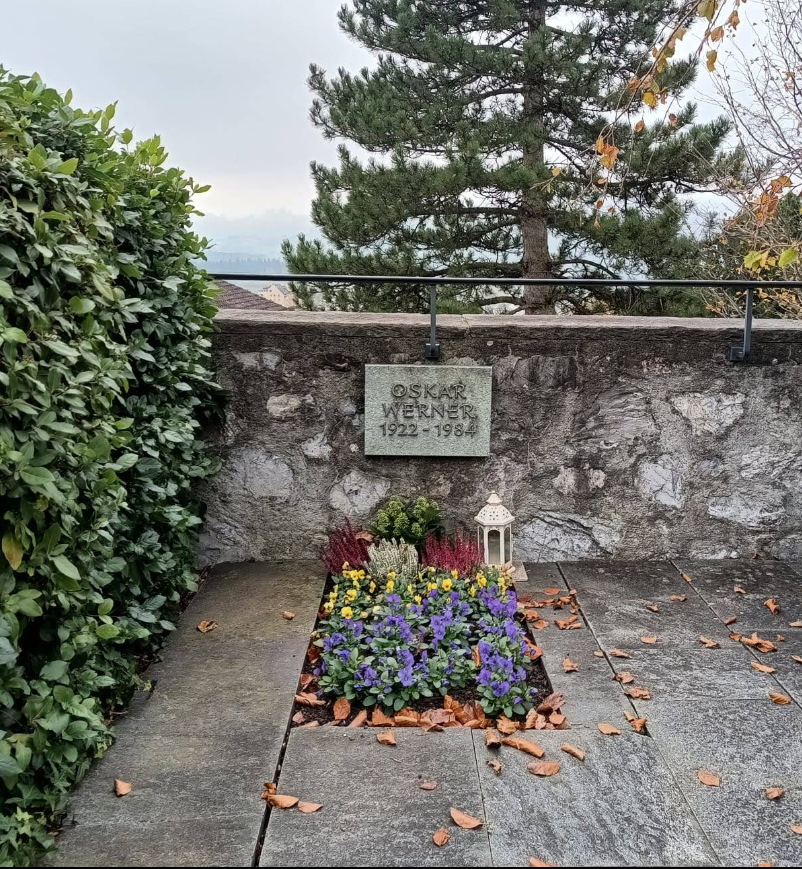
Tombe d'Oskar Werner au cimetière de Triesen.

Les dernières années de la vie d'Oskar Werner sont ternies par un alcoolisme marqué. La sensibilité à vif de l'acteur et son besoin de boire l'amènent à rompre avec nombre de personnalités du théâtre viennois et à se fâcher avec des théâtres et des réalisateurs autrichiens et étrangers. Son second mariage, comme le premier, s'achève sur un divorce.
Le 22 octobre 1984, Werner annule une lecture publique à l'Hôtel Europäischer Hof à Marbourg en Allemagne parce qu'il se sent malade. Le lendemain matin, on le retrouve mort, des suites d'une crise cardiaque.
Il est enterré au cimetière de Triesen, au Liechtenstein, son pays d'adoption.

## Filmographie

### Acteur
- 1938 : Geld fällt vom Himmel de Heinz Helbig avec Signe Hasso
- 1939 : Hotel Sacher de Willy Birgel
- 1939 : Leinen aus Irland de Heinz Helbig : garçon d'ascenseur
- 1948 : L'Ange à la trompette (Der Engel mit der Posaune) de Karl Hartl : Hermann Alt
- 1949 : Eroïca (Eroïca, biographie de Beethoven) de Walter Kolm-Veltée : Karl
- 1950 : The Angel with the Trumpet de Karl Hartl et Anthony Bushell avec Maria Schell : Herman Alt
- 1950 : Das gestohlene Jahr de Wilfried Frass : Peter Brück
- 1951 : Ruf aus dem Äther de Georg C. Klaren et Georg Wilhelm Pabst : Der Student
- 1951 : Premières Vacances (The Wonder Kid) de Karl Hartl : Rudi
- 1951 : Ein Lächeln in Sturm de René Chanas avec Curd Jürgens : (version allemande)
- 1951 : Le Traître (Decision Before Dawn) d'Anatole Litvak : Cpl. Karl Maurer aka Happy
- 1955 : La Fin d'Hitler (Der Letzte Akt) de Georg Wilhelm Pabst : Hauptmann Wüst
- 1955 : Spionage de Franz Antel : Leutnant Zeno von Baumgarten
- 1955 : Mozart de Karl Hartl : Wolfgang Amadeus Mozart
- 1955 : Lola Montès de Max Ophüls : l'étudiant
- 1958 : Ein gewisser Judas (TV + réalisateur) d'après une pièce de Pierre Bost et Claude-André Puget : Judas
- 1962 : Jules et Jim de François Truffaut : Jules
- 1963 : Venusberg de Rolf Thiele (voix)
- 1964 : Torquato Tasso (TV) : Torquato Tasso
- 1965 : La Nef des fous (Ship of Fools) de Stanley Kramer : Willie Schumann
- 1965 : L'Espion qui venait du froid (The Spy Who Came in from the Cold) de Martin Ritt : Fiedler
- 1966 : Fahrenheit 451 de François Truffaut : Guy Montag
- 1968 : Interlude de Kevin Billington avec Donald Sutherland : Stefan Zelter
- 1968 : Les Souliers de Saint-Pierre (The Shoes of the Fisherman) de Michael Anderson : Père David Telemond
- 1975 : Columbo : Play Back (Playback) (Série TV) : Harold Van Wick
- 1976 : Le Voyage des damnés (Voyage of the Damned) de Stuart Rosenberg : Dr. Egon Kreisler

### Réalisateur et scénariste
- 1958 : Ein Gewisser Judas (TV)

## Distinctions
- Golden Globes 1966 : Meilleur acteur dans un second rôle pour L'Espion qui venait du froid
- Meilleure interprétation masculine, 1965 aux New York Film Critics Circle Awards pour le film Ship of fools, La Nef des fous de Stanley Kramer, 1965.